# Mimika
Mimika is een kabupaten in het meest westelijk gelegen gedeelte van het uitgestrekte zuidelijke laagland van Nieuw-Guinea. De hoofdplaats is Timika.
De Mimikakust, een aanduiding voor een brede strook land in Papoea die in het oosten zeker 70 km breed is, strekt zich uit van de oostelijke oever van de Etnabaai in het westen tot de rivier de Otakwa in het oosten. De naam van dit laagland is ontleend aan de gelijknamige rivier, een van de vele berg- en moerasrivieren die het gebied doorsnijdt en uitmondt in de Arafurazee. Naar het noorden wordt de Mimikakust begrensd door de hoog oprijzende bergkammen van het eiland, waaronder het Charles-Louisgebergte en het Carstenszgebergte.
Het gebied wordt gekenmerkt door periodiek onder water lopend vloedbos, waar mangroven en nipah palmen groeien. Verder landinwaarts volgt somber, doodstil moerasbos waarover de Britse reiziger Alexander Wollaston, die er in 1910-1911 vertoefde, schreef: "I have never seen any so dreary as that New Guinea jungle with its mud, its leeches, its almost unbroken stillness and its universal air of death". Tot aan de bergketens ligt achter het moerasbos een strook 'gewoon oerwoud', met een gevarieerder vegetatie en een rijk dierenleven. Hier liggen ook, op een forse roeiafstand van de dorpen, de tuinen van de Kamoro, de bewoners van het Mimikagebied.
De Mimikakust kreeg in Nederland tijdelijk enige bekendheid door het destijds goed verkopende reisverslag Naar de achterhoek der aarde van H.J.T. Bijlmer, de leider van de Mimika-expeditie die op zoek ging naar de toen nog grotendeels onbekende bewoners, de zogenaamde Tapiro, van de noordelijk van de kust liggende bergketens.
Stadsgemeente: Jayapura

Regentschappen: Asmat · Biak Numfor · Boven Digoel · Deiyai · Dogiyai · Intan Jaya · Jayapura · Jayawijaya · Keerom · Kepulauan Yapen · Mappi · Merauke · Mimika · Nabire · Nduga · Paniai · Pegunungan Bintang · Puncak · Puncak Jaya · Sarmi · Supiori · Tolikara · Waropen · Yahukimo · Yalimo